# Kievitswaard

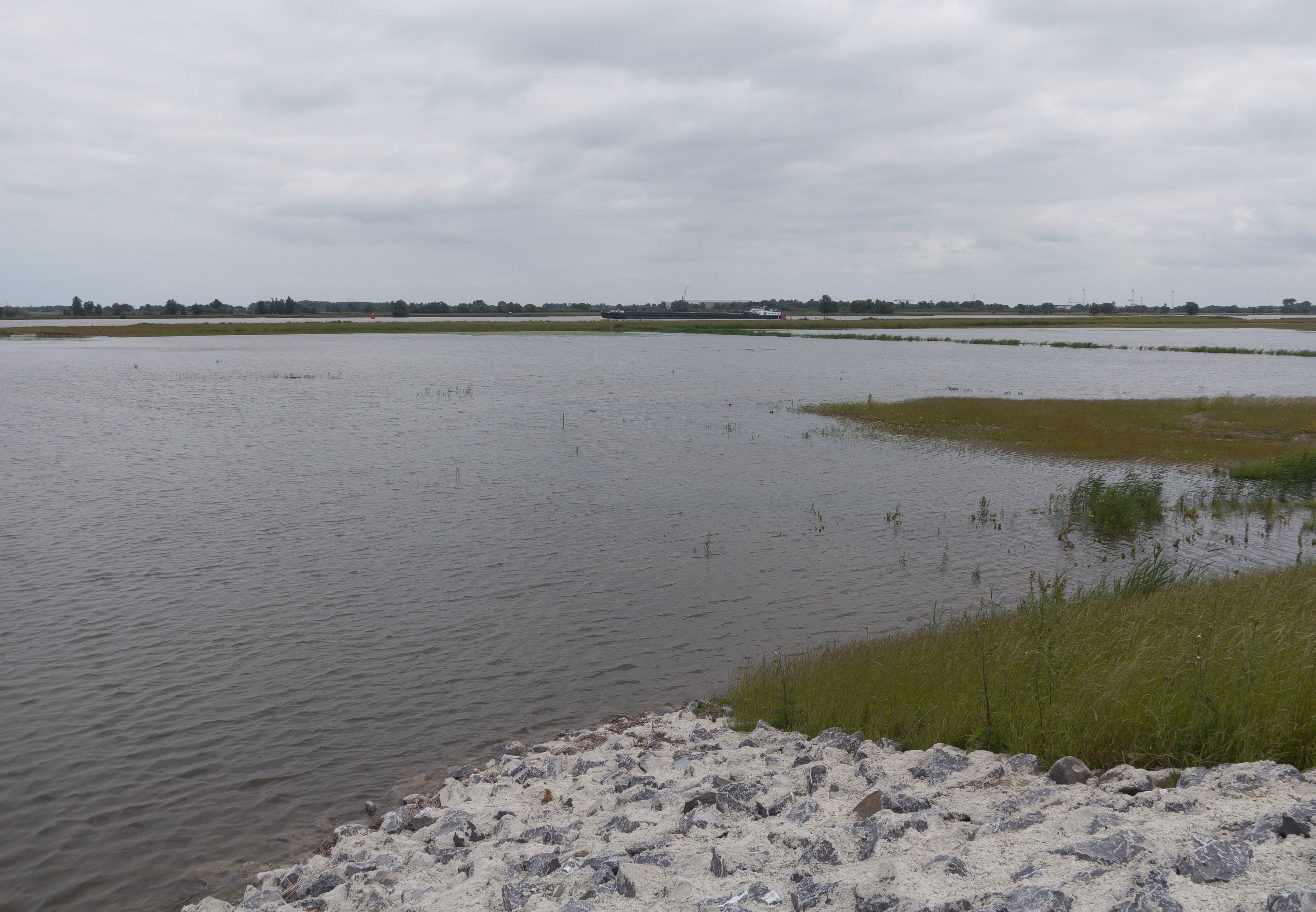
De Nieuwe Merwede vanaf de Bandijk

Kievitswaard is een buurtschap in de gemeente Altena in de Nederlandse provincie Noord-Brabant. De buurtschap bevindt zich in de zogenaamde Noordwaard van de Brabantse Biesbosch en ligt aan de Nieuwe Merwede, 5 kilometer ten zuidwesten van de plaats Werkendam. 

## Kerkgebouw
In Kievitswaard bevindt zich nog een klein kerkgebouw waar van 1959 tot 2004 hervormde diensten werden gehouden voor de bewoners van  de Biesbosch. Dit kerkje stond bekend als de Biesboschkapel . Het kerkje kreeg een bestemming als particuliere woning, later als restaurant. De Hervormden bouwden in een nieuwbouwwijk van Werkendam de Biesboschkerk als opvolger.
Hoofdplaats: Almkerk
Stad: Woudrichem      
Dorpen: Andel · Babyloniënbroek · Drongelen · Dussen · Eethen · Genderen · Giessen · Hank · Meeuwen · Nieuwendijk · Rijswijk · Sleeuwijk · Uitwijk · Veen · Waardhuizen · Werkendam · Wijk en Aalburg

Buurtschappen: Bronkhorst · Buurtje · De Baan · De Hoef · Duizend Morgen · Eng · Hill · Hoekeinde · Keizersveer · Kerkeinde · Kievitswaard · Kille · Korn · Moleneind · Oudendijk · Peerenboom · Schans · Spijk · Stenenheul · Steurgat · Uppel · Vierbannen · Vijcie · 't Zand · Zandwijk

Verdwenen plaatsen: Aartswaarde · Almonde · Eemkerk · Emmikhoven · Gansoyen · Hagoort · Honswijk · Munsterkerk · Muilkerk

Noord-Brabant: Steden en dorpen in Noord-Brabant      Nederland: Provincies · Gemeenten